# Hữu Đạo
Hữu Đạo là một xã cũ thuộc huyện Châu Thành, tỉnh Tiền Giang, Việt Nam.

## Địa lý
Xã Hữu Đạo nằm ở phía tây huyện Châu Thành, có vị trí địa lý:
- Phía đông giáp xã Bình Trưng
- Phía tây giáp thị xã Cai Lậy và huyện Cai Lậy
- Phía nam giáp xã Bàn Long.
- Phía bắc giáp xã Dưỡng Điềm

Xã Hữu Đạo có diện tích 4,75 km², dân số năm 2022 là 4.966 người, mật độ dân số đạt 1.045 người/km².

## Hành chính
Xã Hữu Đạo được chia thành 4 ấp: Hữu Bình, Hữu Hòa, Hữu Lợi, Hữu Thuận.

## Lịch sử
Sau năm 1975, xã Hữu Đạo thuộc huyện Châu Thành.
Ngày 28 tháng 9 năm 2024, Ủy ban Thường vụ Quốc hội ban hành Nghị quyết số 1202/NQ-UBTVQH15 về việc sắp xếp đơn vị hành chính cấp xã của tỉnh Tiền Giang giai đoạn 2023 – 2025 (nghị quyết có hiệu lực từ ngày 1 tháng 11 năm 2024). Theo đó, sáp nhập toàn bộ 4,75 km² diện tích tự nhiên và quy mô dân số là 4.966 người của xã Hữu Đạo vào xã Bình Trưng.